# Nordhorner Koppelschleuse
Die Nordhorner Koppelschleuse ist das westliche Ende des Ems-Vechte-Kanals und somit ein Teil des Linksemsischen Kanalnetzes.

## Geschichte
Zunächst wurde an dieser Stelle im Jahr 1878 ein Überlaufwehr gebaut, um den Wasserstand im Kanal konstant zu halten. 1880 bis 1882 entstand schließlich die Schleuse in der heutigen Form. Nach der Stilllegung des Kanals für die Schifffahrt 1965 setzte man statt der Schleusentore oben ein hölzernes Schütz und unten zwei feste Stufen aus Holz ein. 2002 wurde die Schleuse durch die Linksemsische Kanalgenossenschaft (LKG) restauriert. Seit der Auflösung der LKG ist der Niedersächsische Landesbetrieb für Wasserwirtschaft und Küsten- und Naturschutz der Betreiber.

## Technisches
Die Schleusenkammern sind jeweils 23 Meter lang, die Durchfahrtsbreite der Tore beträgt 4 Meter. Zwischen dem Oberwasser des Kanals und der Vechte werden 6 Meter Höhe überwunden. Dies ist auch der Grund für die Verwendung von zwei hintereinander liegenden Schleusenkammern.

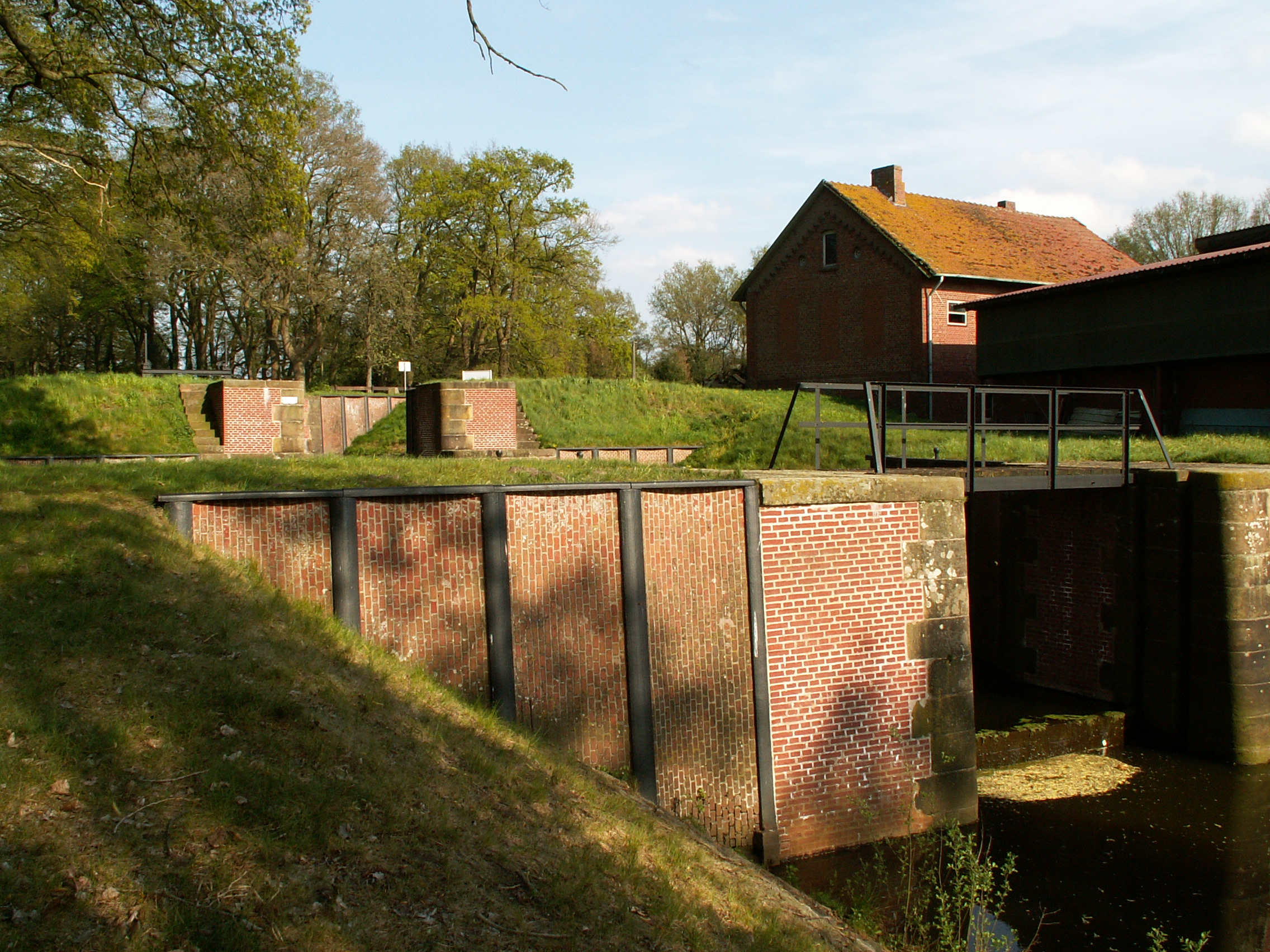
Die Koppelschleuse von unten
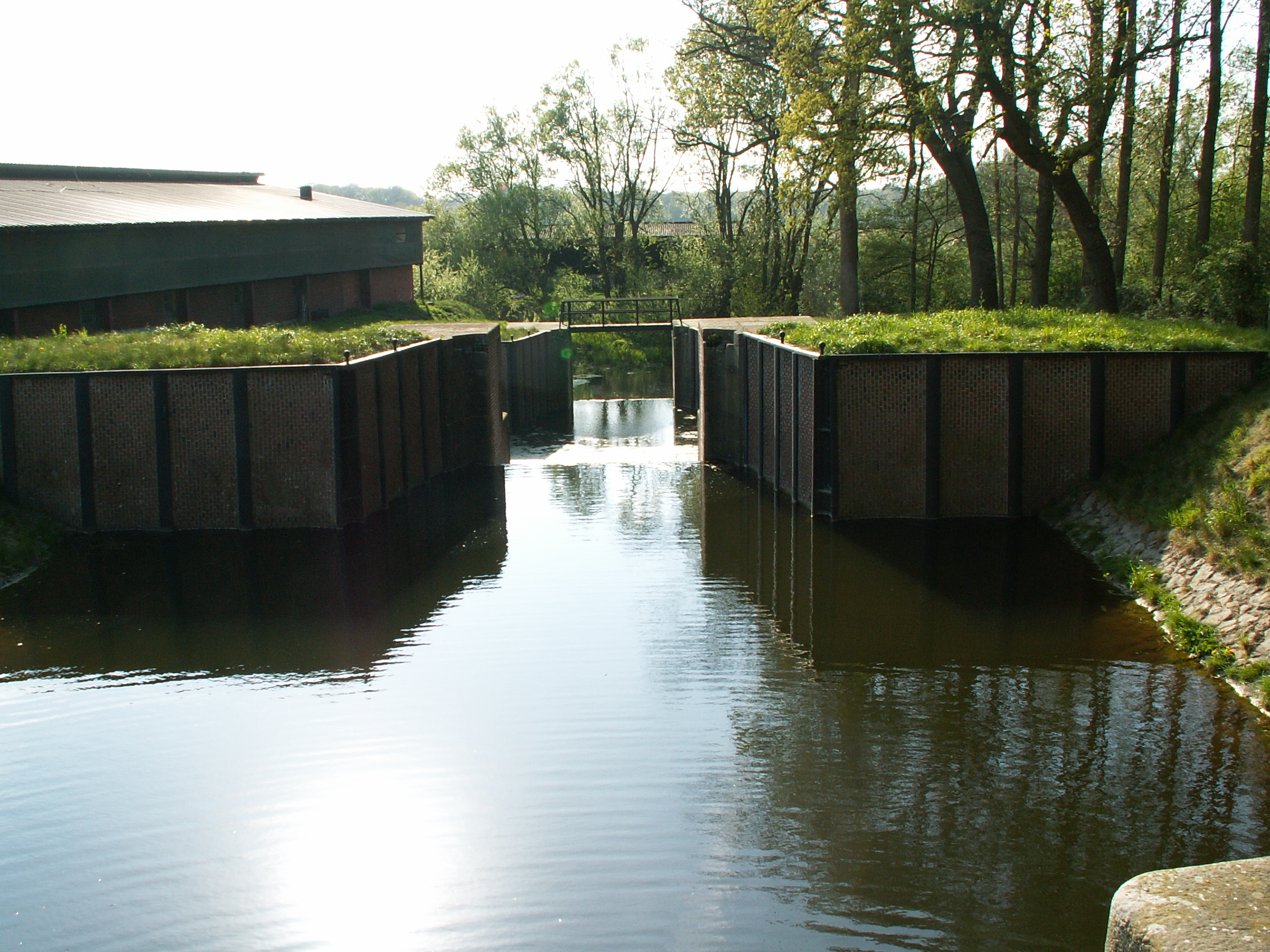
Die Koppelschleuse von oben
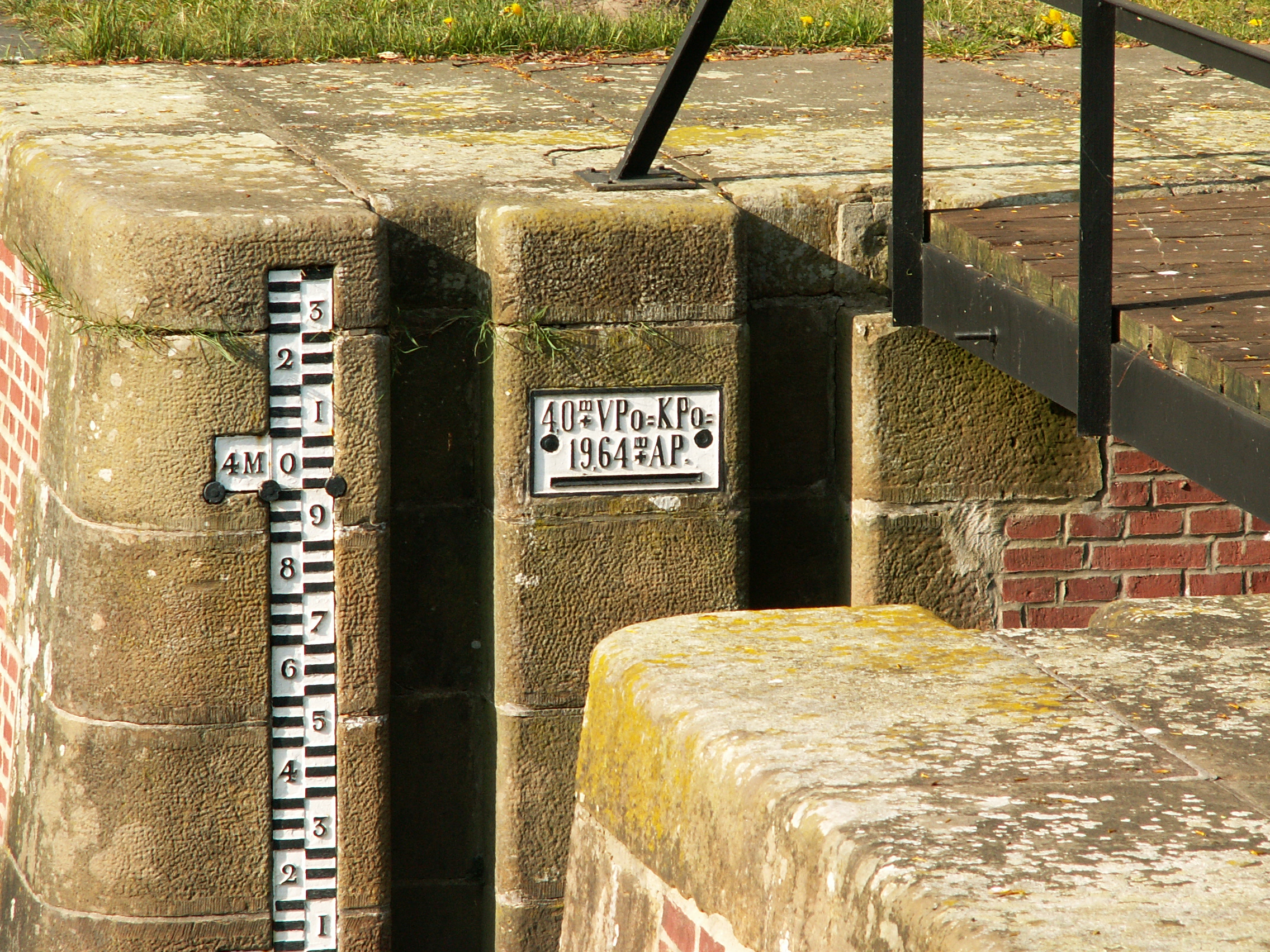
Der Pegel am Westende des Kanals
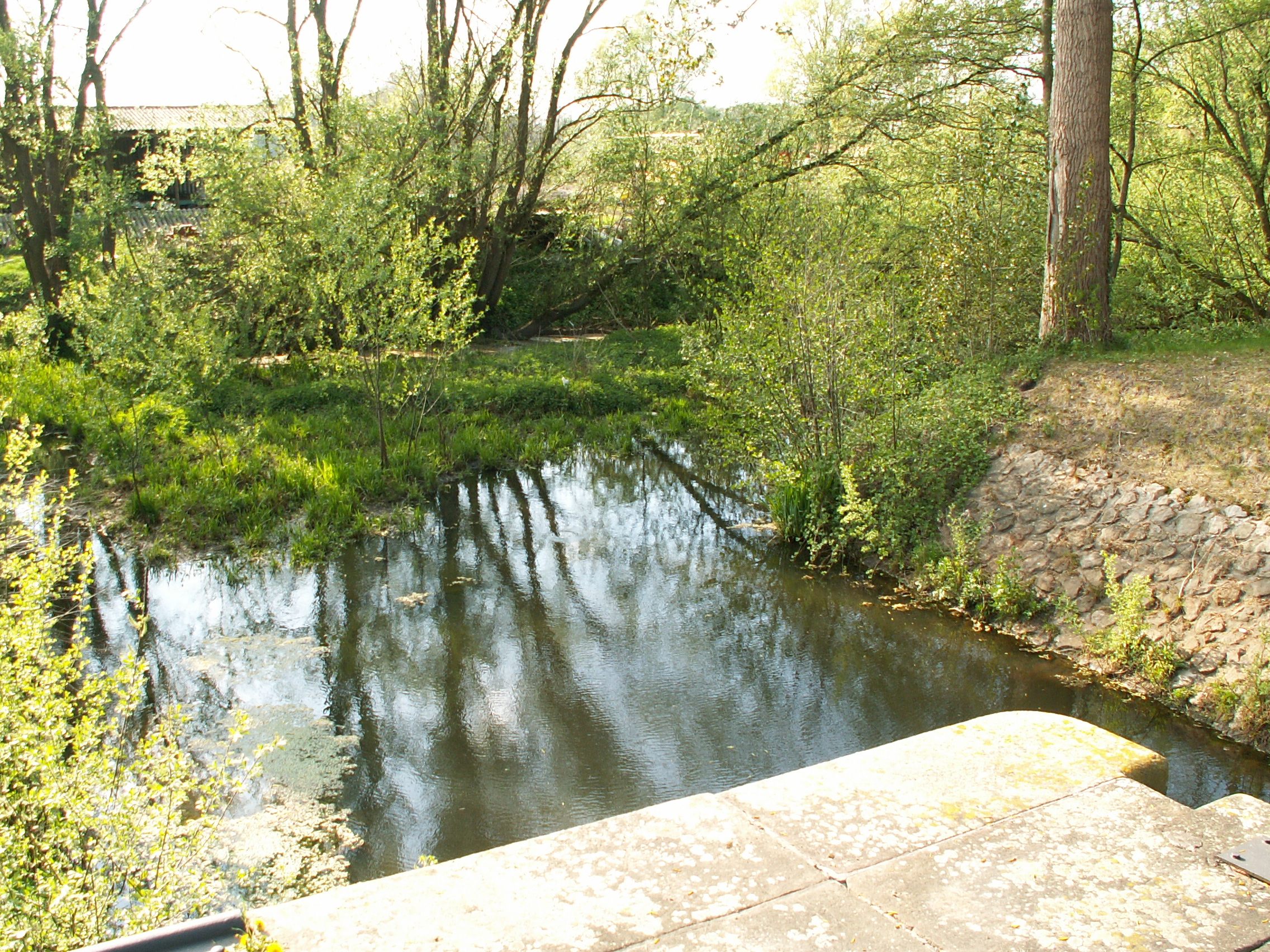
Das Unterwasser in die Vechte

Koordinaten: 52° 27′ 35″ N, 7° 2′ 51″ O